# Ropica fouqueti
Ropica fouqueti är en skalbaggsart som beskrevs av Maurice Pic 1938. Ropica fouqueti ingår i släktet Ropica och familjen långhorningar. Inga underarter finns listade i Catalogue of Life.